# Muhaiyimat
Les illes Muhaiyimat  són tres petites illes de l'emirat d'Abu Dhabi (Emirats Àrabs Units), properes a la costa de Qatar (a uns 30 km) i a 10 km al sud d'Al-Qaffay. Són visitades periòdicament per pescadors.
A uns 12 km al sud hi ha les illes Furayjidat i a 20 km al sud-oest l'illa Gagha. La seva superfície no arriba a 1 km². La seva altura màxima és de 8 metres. Són de pedra i coral. No disposen d'aigua. Disposen de la segona colònia més important dels emirats en ocells Sterna bengalensis amb unes 4000 parelles.
Una tomba islàmica es va trobar a la part sud de les més gran de les tres illes, i també han aparegut algunes restes de poteria i altres proves de presència humana, probablement relacionada amb la indústria de la perla i la pesca, però sense tenir població permanent.